# Jennifer Doudna
Jennifer Anne Doudna, född 19 februari 1964 i Washington, D.C., är en amerikansk forskare i molekylärbiologi.
Jennifer Doudna växte upp i Hilo på Hawaii. Hon tog 1985 en kandidatexamen i kemi vid Pomona College i Claremont i Kalifornien, och disputerade 1989 i biokemi på Harvard University. Hon blev docent i molekylärbiologi och biokemi vid Yale University 1994 och 2002 blev hon professor i samma ämnen vid University of California, Berkeley, där hon forskar framför allt på tre områden: CRISPR-systemet, RNA-interferens och MikroRNA.
Jennifer Doudna har arbetat med att förstå den biologiska funktionssättet av ribonukleinsyror, molekyler som medverkar i att överföra genetisk information och reglera andra processer i cellerna.
Doudna tilldelades 2020 Nobelpriset i kemi tillsammans med Emmanuelle Charpentier med motiveringen ”för utveckling av en metod för genomeditering”. 
År 2018 utkom hennes bok Sprickan i skapelsen på Volante förlag, där hon beskriver upptäckten av gensaxen tillsammans med journalisten Samuel Stenberg.

## Hur det började
Jennifer Doudna tillbringade större delen av sin uppväxt i Hilo på Hawaii. Där var hennes mor lärare i historia vid ett college och hennes far undervisade i amerikansk litteratur vid universitetet. Doudnas intresse för vetenskap väcktes under hennes upptäcktsfärder i den närliggande regnskogen. När Doudna gick i sjätte klass fick hon sin första kontakt med biokemi då hennes far gav henne James Watsons självbiografi The Double Helix. "När jag börjat läsa den kunde jag inte sluta" säger Doudna. En kemilektion på gymnasiet befäste senare hennes beslut att bli forskare. Därefter valde hon Pomona college i Kalifornien, eftersom det låg på västkusten, var litet och hade ett bra biokemiprogram.
1996 publicerade hon tillsammans med nobelpristagaren Thomas Cech en banbrytande artikel som för första gången beskrev hur en stor RNA-molekyl såg ut. "Att se denna struktur var så spännande. Jag kände rysningar utefter ryggraden" säger Doudna.

## Gensax
Den franska forskaren och gästprofessorn Emmanuelle Charpentier upptäckte i Umeå 2009 en typ av enzym, endonukleaset Cas9 som används av streptokocker som försvar mot virusinfektion. Enzymet klipper sönder DNA hos ett angripande virus till bitar. Klippen sker på bestämda ställen. Bakterien sparar information om virusets DNA-sekvens för att känna igen det, en sorts immunitet, och använder informationen för att bestämma klippställena. Detta ger en möjlighet för gentekniker att dirigera enzymet till en exakt plats i levande celler, även i t.ex. människans DNA. Enzymet, Cas9, kunde renas fram i laboratoriet, men inte fås stabilt. Emmanuelle Charpentier och Jennifer Doudna, som hade mötts 2011, inledde därför ett samarbete för att komma underfund med hur det framställda Cas-9 skulle fås att inte falla sönder. De lyckades med detta och publicerade - tillsammans med fyra andra forskare - den 17 augusti 2012 resultatet i artikeln A Programmable Dual-RNA–Guided DNA Endonuclease in Adaptive Bacterial Immunity i Science Denna fick omedelbart stort gensvar, genom att idén om konstruktion av denna "gensax" innebar stora möjligheter att spara tid och arbete i genetiskt ingenjörsarbete. Redan 2014 hade försök gjorts, som visade att gensaxen fungerade i genmanipulation på flera arter.
Emmanuelle Charpentier och Jennifer Doudna uppmärksammades 2014 och 2015 för sitt forskningsarbete med ett flertal priser och utmärkelser, bland andra det penningmässigt mycket stora Breakthrough Prize in Life Sciences 2014. Jennifer Doudna: "Vi har kunnat läsa och skriva DNA länge. Vad vi inte har kunnat är att redigera det. Nu har vi ett verktyg med vilket vi kan göra just det.". Tidskriften Time utnämnde dem 2015 som två av världens mest inflytelserika personer.

## Privatliv
Jennifer Doudna är gift med Jamie H. Doudna Cate (född 1968), som också är professor vid University of California, Berkeley, och de har sonen Andrew.

## Utmärkelser
- Packard Fellowship for Science and Engineering,  1996[20]
- Beckman Young Investigators Award,  1996[21]
- William O. Baker Award for Initiatives in Research,  1999[3]
- Alan T. Waterman Award,  2000[22]
- Eli Lilly Award in Biological Chemistry,  2001[23]
- AAAS Fellow,  2008[24]
- Mildred Cohn Award in Biological Chemistry,  2013[25]
- Dr. Paul Janssen Award for Biomedical Research, med  Emmanuelle Charpentier,  2014[26][27]
- Gabbay-utmärkelsen, med  Emmanuelle Charpentier och Feng Zhang,  2014[28]
- Lurie Prize in Biomedical Sciences,  2014[29]
- Time 100, med  Emmanuelle Charpentier,  2015[30]
- Clarivate Citation Laureates,  2015[31]
- Prinsessan av Asturiens pris för teknisk och vetenskaplig forskning, med  Emmanuelle Charpentier,  2015[32]
- Breakthrough Prize i livsvetenskap, med  Emmanuelle Charpentier,  2015[33][34][35]
- Gruber-priset i genetik,  2015[36][37]
- Massry-priset,  2015[38]
- Murray Goodman Memorial Prize,  2016[39]
- L’Oréal-Unesco For Women in Science-priset,  2016[40][41]
- BBVA Foundation Frontiers of Knowledge Award,  2016[42]
- Utländsk ledamot av Royal Society,  2016[43][44]
- Tangpriset,  2016[45]
- John Scott-medaljen,  2016[46]
- Dickson-priset i medicin,  2016[47]
- Paul Ehrlich och Ludwig Darmstaedter-priset,  2016[48]
- Dr. H.P. Heinekenpriset för biokemi och biofysik,  2016[49]
- Gairdner Foundation International Award,  2016[50]
- Warren Alpert Foundation Prize,  2016[51]
- Albany Medical Center-priset,  2017[52]
- Fellow of the AACR Academy,  2017[53]
- F. A. Cotton Medal,  2017[54]
- Japanpriset, med  Emmanuelle Charpentier,  2017[55]
- Croonian Medal and Lecture,  2018[56]
- NAS Award in Chemical Sciences,  2018[57]
- Kavlipriset i nanoteknik, med  Virginijus Šikšnys och Emmanuelle Charpentier,  2018[58]
- Harvey-priset,  2018
- Pearl Meister Greengard-priset,  2018[59]
- Nierenberg Prize,  2019
- Nobelpriset i kemi, med  Emmanuelle Charpentier,  2020[60]
- Guggenheimstipendiet,  2020[61]
- Vanderbilt Prize in Biomedical Science,  2020[62][63]
- Wolfpriset i medicin, med  Emmanuelle Charpentier,  13 januari 2020[64][65]
- National Inventors Hall of Fame,  2023
- National Medal of Technology and Innovation,  2025[66]
- Carl Sagan Prize for Science Popularization

[Redigera Wikidata]